# Великая Горожанна
Великая Горожанна (укр. Велика Горожанна) — село в Николаевской городской общине Стрыйского района Львовской области Украины.
Население по переписи 2001 года составляло 1070 человек. Занимает площадь 3,173 км². Почтовый индекс — 81620. Телефонный код — 3241.